# Oxidercia carpnophora
Oxidercia carpnophora är en fjärilsart som beskrevs av George Francis Hampson 1926. Oxidercia carpnophora ingår i släktet Oxidercia och familjen nattflyn. Inga underarter finns listade i Catalogue of Life.